# L'Afrique fait son cinéma
Le festival L'Afrique fait son cinéma est un événement créé en 2019 et consacré à la promotion du cinéma africain. Initié par le réalisateur Blaise Pascal Tanguy, il vise à mettre en lumière les œuvres et talents du 7e art du continent africain.

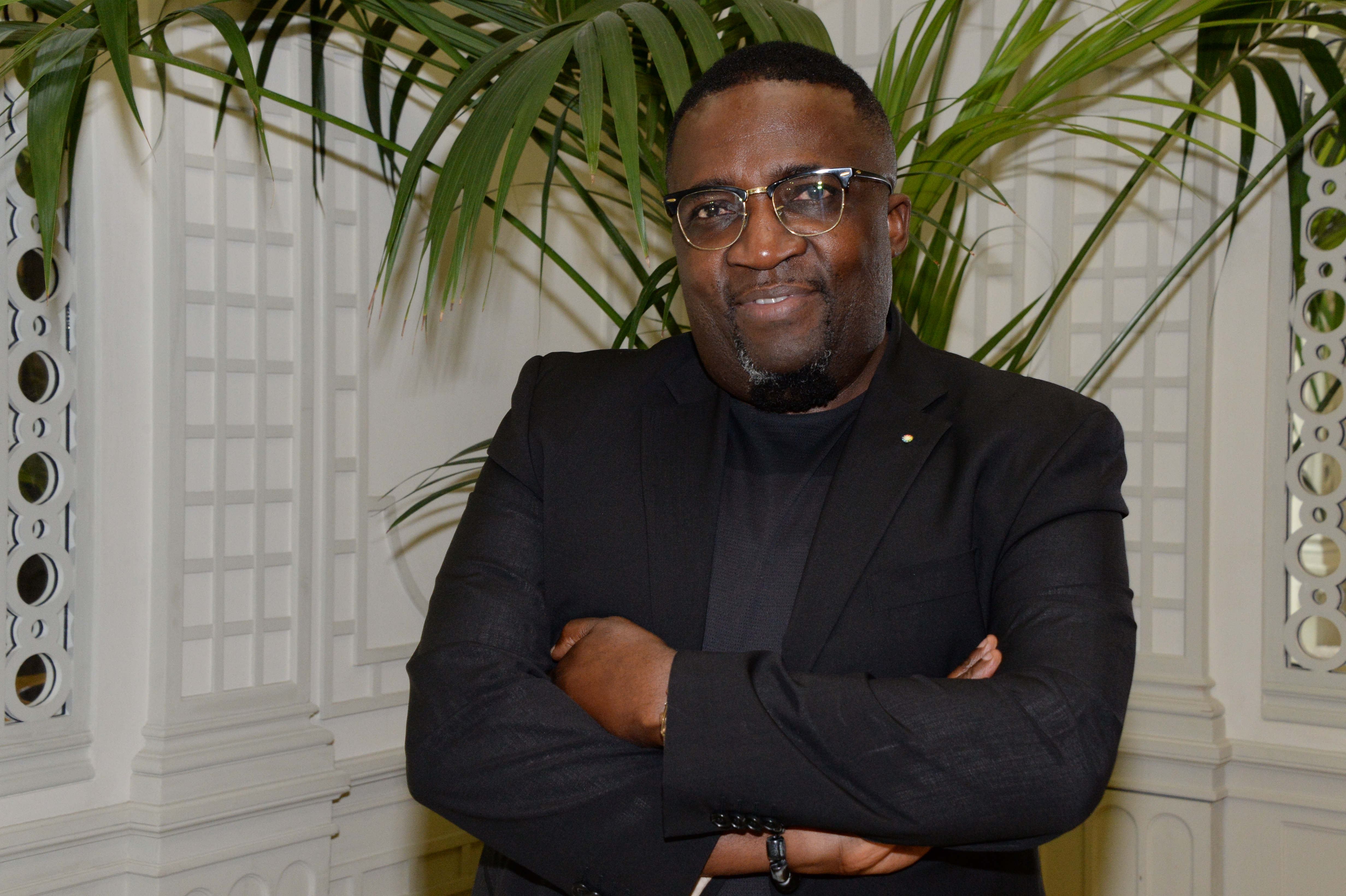

## Historique
Le festival a été fondé en 2019 par Blaise Pascal Tanguy. Il souhaitait donner davantage de visibilité au cinéma africain au niveau international, après avoir constaté son manque de notoriété lors de ses participations à des festivals en tant que juré ou présentateur de films.
En 2014, Blaise Pascal Tanguy fonde l'association African Filmmakers Network avec d'autres cinéastes africains, dans le but de promouvoir le cinéma africain. C'est dans ce cadre que le festival parisien est né.

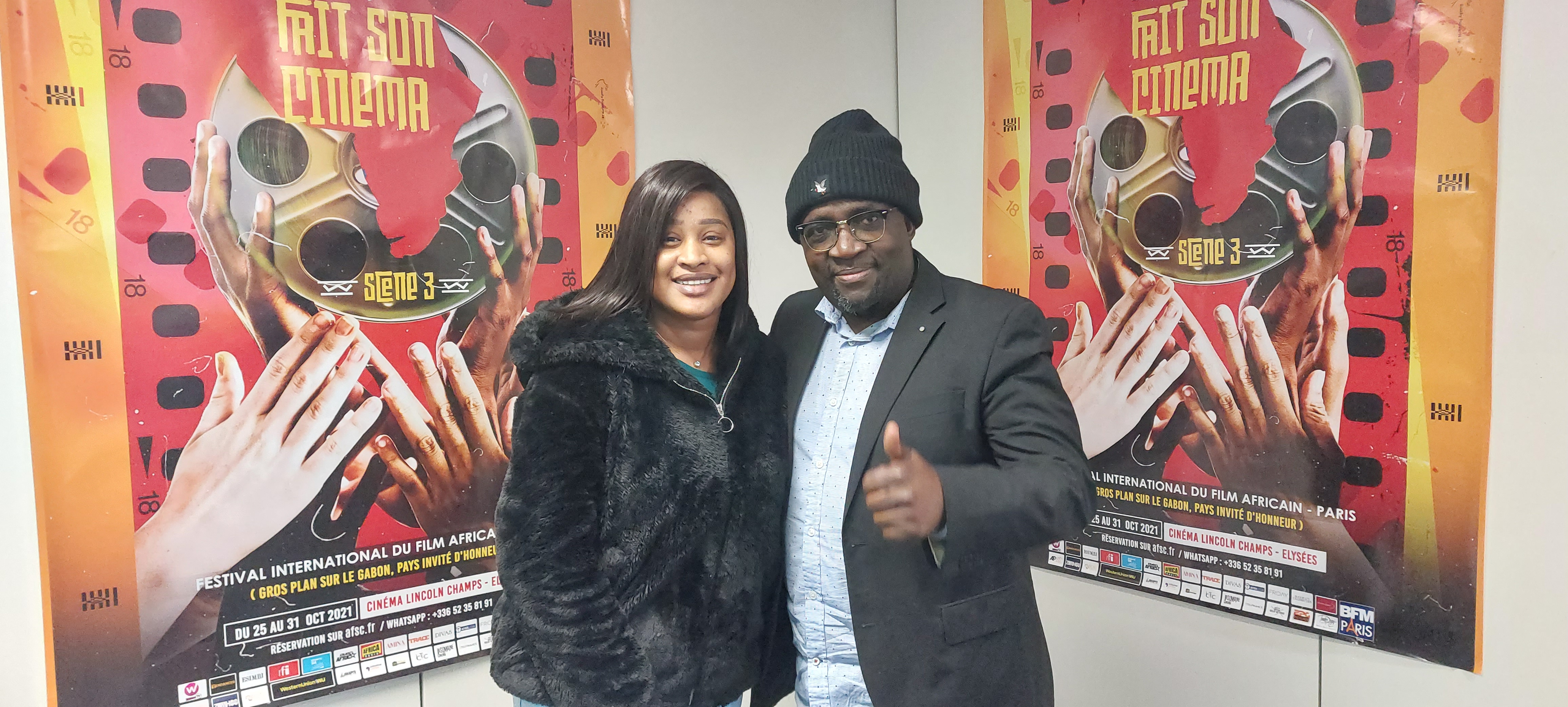
Blaise Pascal Tanguy et Esther Ndiaye.

## Objectifs
Les principaux objectifs du festival sont de mettre en lumière les œuvres et les cinéastes africains, de lutter contre les clichés en montrant « le vrai visage de l'Afrique », et de favoriser la diffusion du cinéma africain auprès du public et des professionnels français et du monde.

## Déroulement
Le festival propose une sélection compétitive de courts et longs métrages de fiction et documentaires, de séries télé et d'animations. Il organise également un Marché du film africain et des événements de réseautage entre professionnels. Des ateliers de formation sont mis en place pour les jeunes cinéastes.